# المسيحية في ماكاو

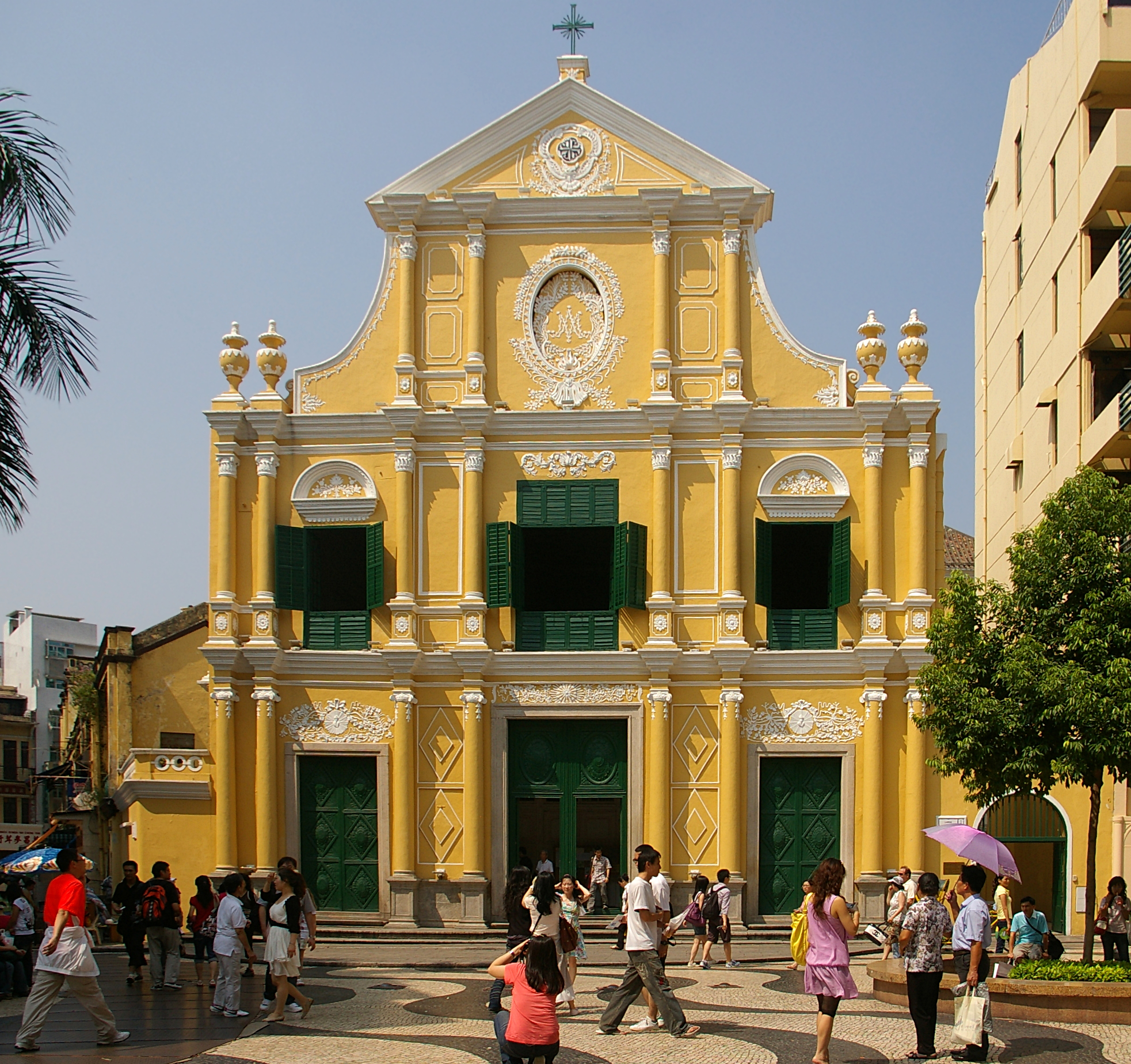
كنيسة القديس دومنيك في ماكاو، أنشأت الكنيسة على يد الرهبانية الدومينيكانية وهي أقدم الكنائس في ماكاو.

تشكل المسيحية في ماكاو رابع أكثر المعتقدات الدينيَّة انتشاراً بعد الديانة الشعبية الصينية والبوذية واللادينية، وهي إرث دائم من السيطرة الاستعماريَّة البرتغاليَّة، وجزء مهم من النسيج الاجتماعي والثقافي في ماكاو. ويُشّكل المسيحيون وفقاً لتقديرات مركز بيو للأبحاث عام 2010 حوالي 7.2% من مجموع سكان ماكاو، منهم في ما يُقارب 5.3% من الكاثوليك وحوالي 1.7% من البروتستانت. بالإضافة إلى كونها مركزاً تجارياً مهماً، كانت ماكاو مركزاً لنشاط الإرساليات الكاثوليكية، حيث كان يُنظر إليها على أنها بوابة لتحويل أعداد كبيرة من السكان في الصين واليابان. كانت المسيحية واحدة من أكثر الديانات تأثيرًا في المدينة، حيث ارتبطت الكنيسة الكاثوليكية خلال الحكم الاستعماري البرتعالي في ماكاو بالطبقة الحاكمة، وحظيت بامتيازات اجتماعية وسياسيَّة من عام 1557 إلى عام 1999.
جعل اختلاط الثقافات الصينية والبرتغالية لأكثر من أربعة قرون، من الثقافة المسيحية في ماكاو ذات نفوذ ثقافي هام يتمثل بمجموعة من الأحداث والأعياد والاحتفالات والمطبخ، فضلًا عن المؤسسات التعليميّة والأكاديميّة والصحيّة، حيث أنَّ في عام 2014 درس 35,000 طالب في المدارس الكاثوليكية. كما تقوم الكنيسة الكاثوليكية في فبراير من كل عام بعدد من المناسك والسعي بين كنيسة دي سانتو أوجستينو وكاتدرائيَّة دا سي. كما تحافظ ماكاو على عدد من المباني المسيحيّة التراثيَّة؛ ففي 15 يوليو 2005 قام اليونسكو باعتبار المركز التاريخي في ماكاو أحد مواقع التراث العالمي، حيث يحتوي المركز على حوالي 25 صرح تاريخي وساحة عامة منها العديد من الكنائس والمؤسسات المسيحيّة التاريخيّة. وتحتفل الحكومة بعيد الميلاد وعيد الحبل بلا دنس وعيد ميلاد بوذا كعطلات رسميَّة.

## تاريخ

### العصور المبكرة

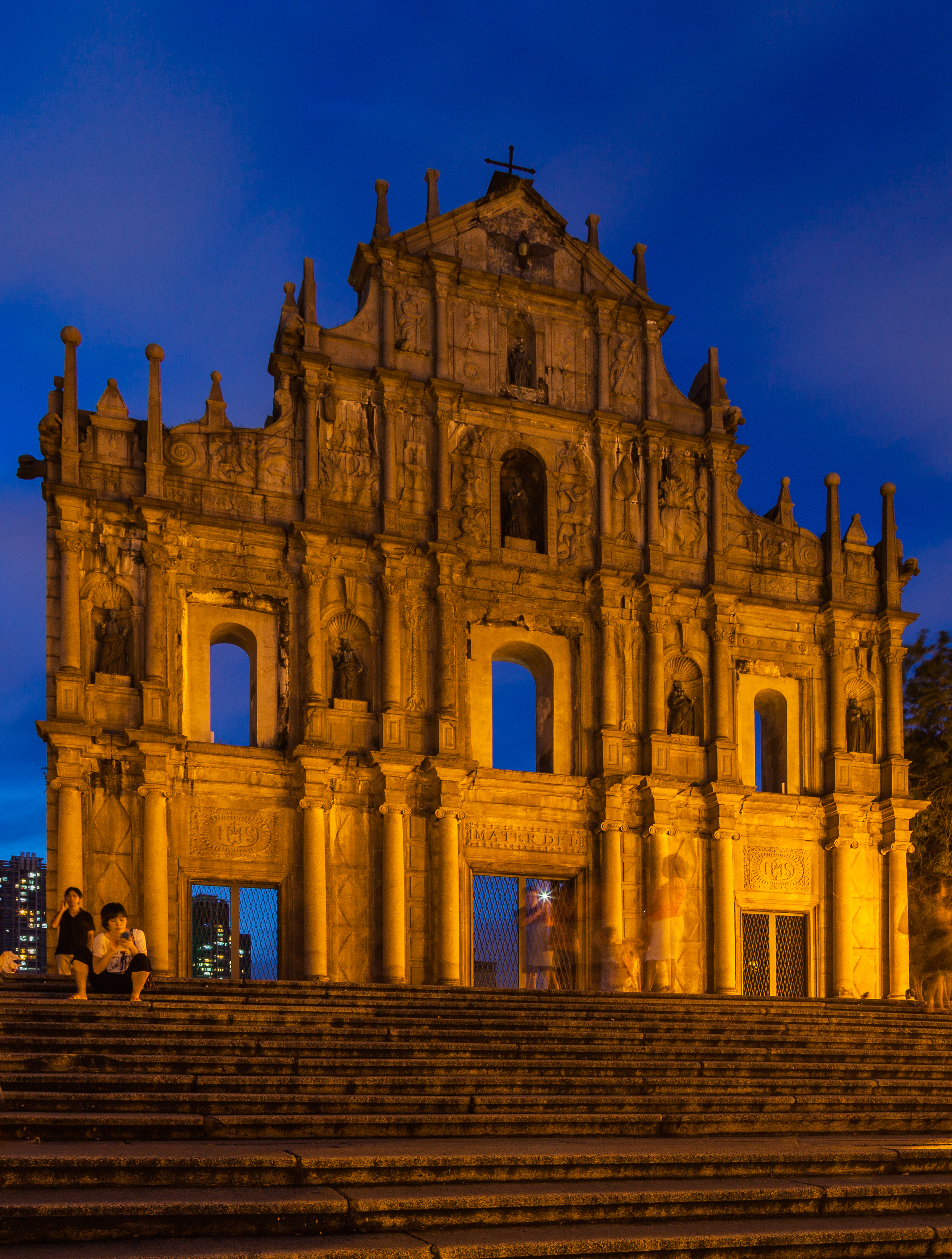
أطلال كاتدرائيَّة القديس بولس، والتي تبين الواجهة المتبقية من كنيسة مادر دي ديوس.

كان المبشرون الكاثوليك أول من وصل إلى ماكاو. في عام 1535 حصل التجّار البرتغاليين على حقوق لإرساء السفن في موانئ ماكاو وذلك من أجل تفعيل الأنشطة التجاريّة، لكن لم يكن لهم الحق في البقاء على اليابسة. بين عام 1552 وعام 1553، حصل البرتغاليين على إذن مؤقت لإقامة معامل تخزين في أراضي ماكاو وبالتالي بنوا البيوت الحجرية في جميع أنحاء المنطقة والتي تسمى الآن فان نام. في عام 1557 أقامت الإمبراطورية البرتغالية مستوطنة دائمة في ماكاو وبإيجار سنوي يقدر بما وزنه 500 تايل من الفضة. ومع ازدياد أعداد القادمين من البرتغال للتجارة بدأت المطالبات البرتغالية لإدارة ماكاو، والتي قوبلت برفض السلطات الصينية حتى تمت الموافقة في عقد 1840. 
عام 1576 أنشأ البابا غريغوريوس الثالث عشر الأبرشية الرومانيّة الكاثوليكيّة في ماكاو. وفي عام 1583، سُمح للبرتغاليين في ماكاو بتشكيل مجلس الشيوخ للتعامل مع مختلف القضايا المتعلقة بالشؤون الاجتماعية والاقتصادية في ظل رقابة صارمة من السلطات الصينية، ازدهرت المسيحيّة في ماكاو مع وصول البعثات التبشيريّة خاصًة اليسوعية في القرن السابع عشر، حيث أنشأ اليسوعيين مدارس وجامعات ومستشفيات وغيرها من المؤسسات.
في عام 1594 تأسست الجامعة الكاثوليكيَّة كلية القديس بولس في ماكاو (بالبرتغاليَّة: Colégio de São Paulo) من قبل الرهبان اليسوعيين لخدمة البرتغاليين تحت معاهدة بادرودو. وهي تعتبر الجامعة الغربيَّة الأولى في شرق آسيا. ومُوّلَت كلية القديس بولس في ماكاو من قبل اليساندرو فالينانو في عام 1594 وذلك عن طريق رفع مستوى مدرسة مادري دي ديوس السابقة، والتي كانت وقف لإعداد المبشرين اليسوعيين الذي كانوا يسافرون للشرق. وجاء برنامجها الأكاديمي لتشمل التخصصات الأساسية مثل اللاهوت والفلسفة والرياضيات والجغرافيا وعلم الفلك واللاتينية والبرتغالية والصينية، وضمت الكليَّة أيضًا مدرسة في الموسيقى والفنون. كان للكلية تأثير كبير على تعلم اللغات والثقافة الشرقية، ودرَّس فيها أولى علماء الصينيات الغربيين أمثال ماتيو ريتشي، ويوهان آدم شال فون بيل وفرديناند فيربيست، وهم من بين أبرز علماء الصينيات في ذلك الوقت. وكانت الكلية قاعدة للمبشرين اليسوعيين المسافرين إلى الصين واليابان وشرق آسيا، وتطورت مع اختلاط التجارة بين ماكاو وناغازاكي حتى عام 1645.
بعد ثورة شیمابارا، طردت اليابان البرتغاليين وحظرت الكاثوليكية، وأصبحت الكلية مأوىً للهروب من الاضطهادات لكل من الكهنة المسيحيين. في عام 1707 أيدّ الرهبان الدومينيكان في المدينة موقف البابا فيما يتعلق بجدل الطقوس الصينية، وكان هذا يتعارض مع وجهة نظر أسقف ماكاو، والذي قام بحرمانهم كنسياً في وقت لاحق. عندما أرسل الجنود إلى كنيسة القديس دومنيك لدعم هذا الحكم، رد الرهبان بإغلاق الكنيسة لمدة ثلاثة أيام. ترك اليسوعيون المنطقة في عام 1762 عندما طردتهم السلطات البرتغالية، أثناء قمع الرهبنة اليسوعية. وقد دمرت المباني في حريق في عام 1835.

### العصور الحديثة

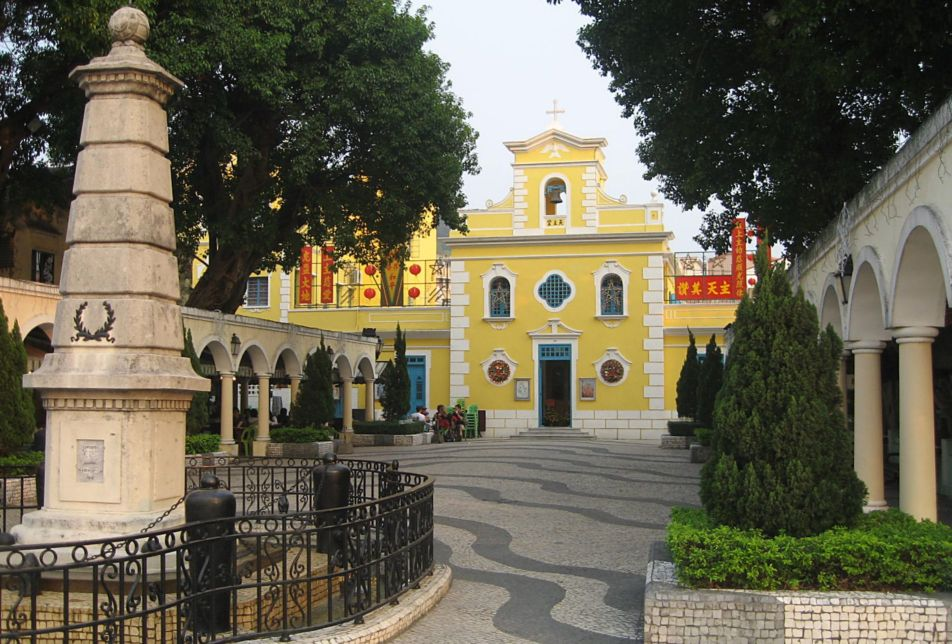
كنيسة القديس فرنسيس كسفاريوس في ماكاو.

بدأ وصول البعثات البروتستانتية في القرن الثامن عشر. وقد عٌمّد أول بروتستانتي في ماكاو من السكان المحليين بواسطة روبرت موريسون في ماكاو حوالي عام 1814. في عام 1807، هبط القس روبرت موريسون، أول مبشر بروتستانتي إلى الصين، في ماكاو. وكان هدف موريسون الرئيسي هو الوصول إلى الصينيين الذين يعيشون في غوانزو وبدأ عمله التبشيري هناك على الفور. وبعد ذلك فقط أسس كنيسة بروتستانتية صينية في ماكاو نفسها. بعد حرب الأفيون عام 1842، أعطت سلالة تشينغ الحاكمة هونغ كونغ للمملكة المتحدة وانتقل معظم المبشرين البروتستانت والمواطنين البريطانيين الذين عاشوا في ماكاو إلى هونغ كونغ. وبما أن معظم البريطانيين كانوا من البروتستانت، فإن عدد السكان البروتستانت ماكاو انخفض إلى حفنة فقط لفترة طويلة. وبحلول القرن العشرين، كان بعض البروتستانت الصينيين يجتمعون في منازل من أجل التعبد. وكان من أبرز المسيحيين الصينيين ممن قاموا فتح بيوتهم للاجتماعات الدينيَّة كل من لوي دي شان والطبيب يو مي دي. وبدعم من الكنائس في هونغ كونغ، تأسست كنيسة جي دو البروتستانتية، والتي كانت أول كنيسة بروتستانتية صينية في ماكاو. وقد سُجّلَت مع الحكومة الإستعمارية البرتغالية في عام 1905 وبُنيَت مبنى الكنيسة في هاي شا هوان. وبُنيَت كنيسة ماكاو المعمدانية، وهي الكنيسة البروتستانتية الصينية الثانية في ماكاو، بعد فترة وجيزة وبعد ذلك، تأسست عدد من الكنائس البروتستانتية الصينية. نُشرت أول صحيفة باللغة البرتغالية في الصين المطبعة التابعة لكنيسة القديس دومنيك في ماكاو في 12 سبتمبر عام 1822.
عندما تأسست أبرشية فيكتوريا الأنجليكانية في عام 1849، شملت كل من ماكاو وهونغ كونغ. عندما تأسست مقاطعة تشونغ هوا شنغ كونغ هوي في عام 1912، ضمت كل من ماكاو وهونغ كونغ وغوانغدونغ. في عام 1951 بعد وصول الشيوعية إلى الصين القاريَّة، انفصلت كل من هونغ كونغ وماكاو عن الأبرشية وأُنشئت أبرشية هونغ كونغ وماكاو. بسبب الضغط في الماضي من الحكومة الاستعمارية البرتغالية والكنيسة الرومانية الكاثوليكية، سُمح للكنائس البروتستانتية بالقيام فقط بأعمال اجتماعية ورعوية وتعليمية محدودة. كما أنها كانت مقيدة بسبب التمويل الضعيف وأُغلقت العديد من المدارس البروتستانتية بعد «حركة 3/12»، مما قلل من دور الكنائس البروتستانتية في التعليم في ماكاو.

#### الوضع الحالي
بعد الانقلاب العسكري عام 1974 في لشبونة قررت الحكومة البرتغالية إعادة جميع مستوطناتها في الخارج. وفي عام 1976 أعادت البرتغال تعريف ماكاو لتصبح «منطقة صينية تحت الحكم البرتغالي». صاحب ذلك إعطاء ماكاو قدر أكبر من التحكم بالأمور المالية والاقتصادية. وبعد ثلاث سنوات اتفقت كل من الصين والبرتغال على أن تصبح ماكاو «منطقة صينية تحت الحكم البرتغالي المؤقت». وفي عام 1987 اتفق الطرفان على اعتبار ماكاو «منطقة إدارية خاصة». وتسلمت الصين السلطة في ماكاو بشكل رسمي في 20 ديسمبر 1999. في عام 1990 بعد أكثر من أربعمائة عام من تعيين أساقفة من البرتغال وأراضيها على منصب أسقف ماكاو، اختار الكرسي الرسولي كاهناً صينياً من ماكاو، دومينغوس لام كاتسيونغ (لين جيانجون)، لهذا المنصب. واعتبارًا من عام 2000، ظلّ عدد الكاثوليك ثابتاً منذ عام 1990.

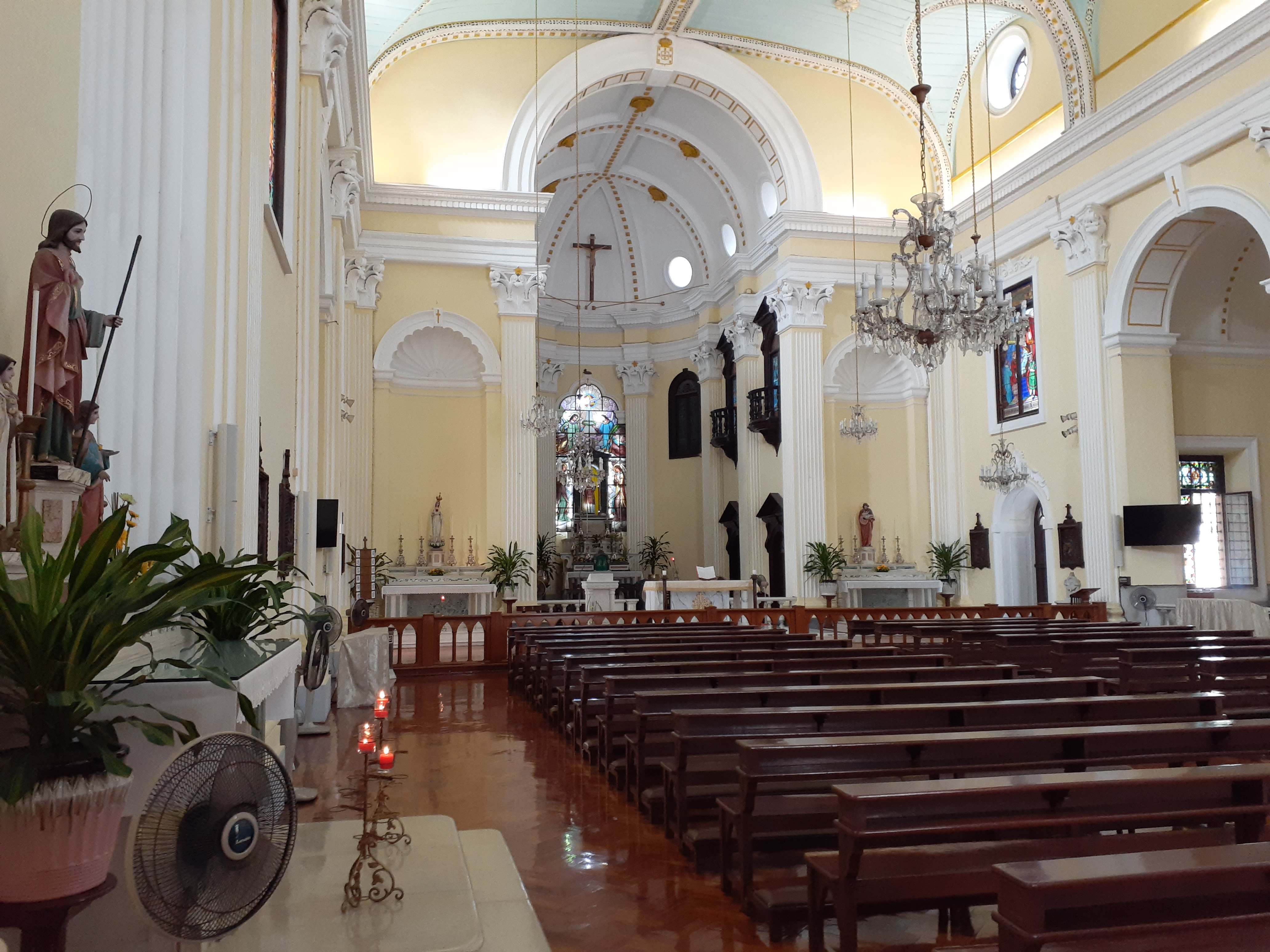
داخل كنيسة القديس لورانس في ماكاو.

لا يوجد سوى سبع مدارس ابتدائية وثانوية بروتستانتية متبقية في ماكاو. ومع ذلك، هناك بعض برامج إعادة التأهيل التي تديرها المنظمات البروتستانتية التي تتلقى دعمًا حكوميًا. بدأت خدمة الاستشارة البروتستانتية من قبل البعثة المسيحية الصينية في ماكاو في عام 2005. المبشرون البروتستانت أحرار في القيام بالأنشطة التبشيرية وينشطون في ماكاو. منذ تسليم ماكاو إلى السلطة الصينية، احترمت الإدارة الجديدة حرية المعتقد الديني لجميع سكان ماكاو. وقد سمح للكنيسة الكاثوليكية بمواصلة تشغيل سبع رعايا وحوالي 34 مدرسة كاثوليكية دون عوائق. تأثير الكنيسة على التعليم كبير جداً حيث يدرس نصف أطفال المدارس في ماكاو في 34 مدرسة كاثوليكية. خلال الحكم البرتغالي، مولت الحكومة البرتغالية رجال الدين الكاثوليك ومدارسهم. اليوم، تأتي رواتب الكهنة من خزائن الأبرشية، وتعتمد المدارس إلى حد كبير على الرسوم المدرسية والإعانات الحكومية المحدودة. من خلال خدماتها الاجتماعية، تدير الكنيسة أيضًا أربعة منازل ونُزل ومركز للمسنين. تحتفظ كاريتاس ماكاو بمنزل للمعاقين ومنزل في منتصف الطريق للسجناء السابقين ومركز للمشردين. ولا تزال صحيفة الأبرشية الكاثوليكية الأسبوعية البوق (بالبرتغالية: O Clarim)، التي تأسست عام 1949 متداولة كأقدم صحيفة في ماكاو. في عام 1977 واعترافًا منها بقوة الإعلام في عملها التبشيري، أنشأت أبرشية ماكاو مركز الأبرشية لوسائل الإعلام (بالبرتغالية: Centro Diocesano dos Meios de Communicação Social). وينسق العمل في الإذاعة والتلفزيون وينتج مواد سمعية وبصرية للأغراض التعليمية. يتم عرض بعض من أفضل الأفلام المعروضة في ماكاو في دور السينما الثلاث التابعة لها. ويدير المركز أيضًا مكتبة ومحل لبيع الكتب.

## الطوائف المسيحية

### الكاثوليكية

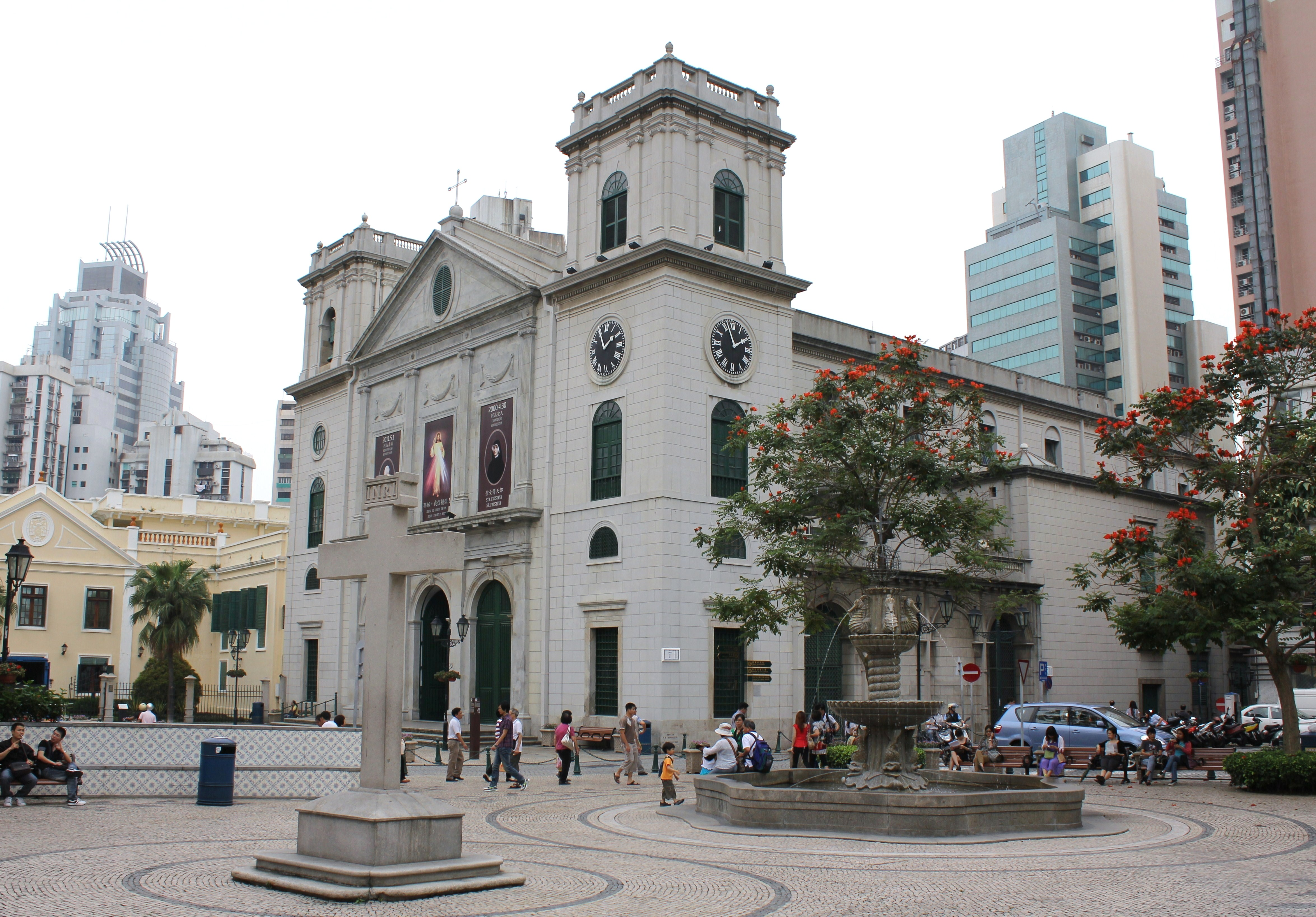
كاتدرائية الميلاد في المركز التاريخي لماكاو.

الكنيسة الكاثوليكية الماكاويَّة هي جزء من الكنيسة الكاثوليكية العالمية في ظل القيادة الروحية للبابا في روما. وفقاً للإحصاءات الحكومية، بلغ عدد الكاثوليك في ماكاو في عام 2010 وفقاً لتقديرات مركز بيو للأبحاث حوالي 30 ألف نسمة أي حوالي 5.3% من مجموع السكان، وكان معظم الكاثوليك من أعضاء المجتمع الصيني وبعض البرتغاليين ومن المجتمع الأوراسي المنحدر من أصل برتغالي إلى جانب العديد من الفلبينيين. وقد حدث انخفاض تدريجي في استخدام اللغة البرتغالية في الليتورجيا. ويخدم كاثوليك البلاد أربعة وعشرين كاهناً علمانياً، واثني وخمسين كاهنا دينياً، واثني وستين راهباً وحوالي 183 راهبة.
ارتبطت الكنيسة الكاثوليكية خلال الحكم الاستعماري البرتعالي في ماكاو بالطبقة الحاكمة، كما استخدم البرتغاليون الكنيسة الكاثوليكية لمراقبة الوضع الاجتماعي في ماكاو منذ أن انخرطت الكنيسة الكاثوليكية بعمق في المجتمع المحلي في مقابل منح الكنيسة الكاثوليكية في ماكاو مستوى مختلفاً من الامتيازات والراحة. لذلك خلقت علاقة معقدة بين الكنيسة البرتغالية والكاثوليكية والمجتمع المحليّ في ماكاو.
على الرغم من أن الكنيسة الكاثوليكية ليست الديانة السائدة في ماكاو، فإنها لا تزال تؤثر على المشهد الثقافي والإجتماعي في البلاج وتقوم بالإنخراط في مجالات مثل العمل الاجتماعي والتعليم. وتضم أبرشية ماكاو ست رعايا وأربعة وعشرين مؤسسة اجتماعية تتألف من ثمانية مراكز للرعاية النهارية وستة دور تمريض للمسنين وخمسة مراكز لإعادة تأهيل المعوقين ذهنياً وجسدياً وخمسة منازل للأطفال. في مجال التعليم، في العام الدراسي 2004 وعام 2005، ضمت الكنيسة الكاثوليكية واحد وثلاثين مدرسة كاثوليكية، ودرس فيها أكثر من 36 ألف طالب، وتلقى عدد كبير من غير المسيحيين المؤثرين في المجتمع التعليم المسيحي. وبالإضافة إلى ذلك، توجد جامعة كاثوليكية ناطقة باللغة برتغالية، وهي مؤسسة تعليمية للتعليم العالي تعرف باسم معهد ماكاو المشترك بين الجامعات أو جامعة القديس يوسف. ويعد معهد ماكاو ريتشي مؤسسة حديثة لليسوعيين في ماكاو، هدفها هو مواصلة عملية اللقاءات الودية بين الثقافات والتقاليد الصينية والغربية، والتي بدأها ماتيو ريتشي خلال القرن السادس عشر.

### البروتستانتية

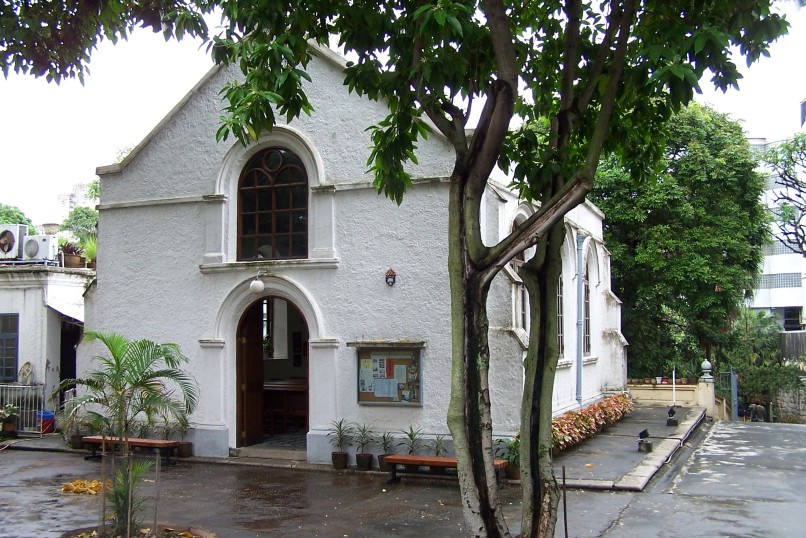
المصلى البروتستانتي في ماكاو.

وفقاً لتقديرات مركز بيو للأبحاث عام 2010 حوالي 1.7% من سكان ماكاو من البروتستانت، أي حوالي 8,000 بروتستانتي وفقاً لتقديرات وزارة الخارجية الأمريكية عام 2012، تأسست العديد من الكنائس في ماكاو من قبل مجتمعات بروتستانتية مختلفة من هونغ كونغ وبلدان أخرى، تمثل الكنيسة الأنجليكانية والكنيسة المعمدانية والكنيسة اللوثرية، كبرى الطوائف البروتستانتية في البلاد ولكن تاريخيًا كان هناك القليل من التعاون بينهما. عندما تأسس اتحاد الكنائس الإنجيلية المسيحية في ماكاو في عام 1990، بدأ حقبة جديدة من التعاون. وفي عام 2006 عقد المؤتمر الصيني السابع حول التبشير العالمي في ماكاو، مما ألهم الكنائس البروتستانتية في ماكاو بالتوحد والتعاون.
بسبب الضغط في الماضي من قبل الحكومة الاستعمارية البرتغالية والكنيسة الرومانية الكاثوليكية، سُمح للكنائس البروتستانتية أن تقوم بعمل اجتماعي ورعوي وتعليمي محدود فقط. كما كانت محدودة بسبب ضعف التمويل، وأغلقت العديد من المدارس البروتستانتية، مما أدى إلى خفض دور الكنائس البروتستانتية في التعليم في ماكاو. ولا يوجد في ماكاو سوى سبع مدارس ابتدائية وثانوية متبقية. ومع ذلك، هناك بعض برامج إعادة التأهيل التي تديرها المنظمات البروتستانتية والتي تتلقى الدعم الحكومي. وبدأت البعثة المسيحية الصينية لماكاو في عام 2005 خدمة المشورة البروتستانتية. ويكتسب المبشرون حرية القيام بأنشطة تبشيرية وينشطون في ماكاو. وعلى الرغم من أن الكاثوليك لديهم بعض المواد المسيحية المنتجة محلياً للتدريس والتدريب، إلا أن جميع المواد البروتستانتية تقريباً يتم إنتاجها وطباعتها في هونغ كونغ وتايوان تشارك العديد من كنائس هونغ كونغ أيضًا في إرسال فرق رعوية قصيرة المدى من الشباب إلى ماكاو لقضاء عطلة نهاية الأسبوع أو لفترة أطول للمساعدة في الرعاية الدينية في ماكاو.

## معرض الصور

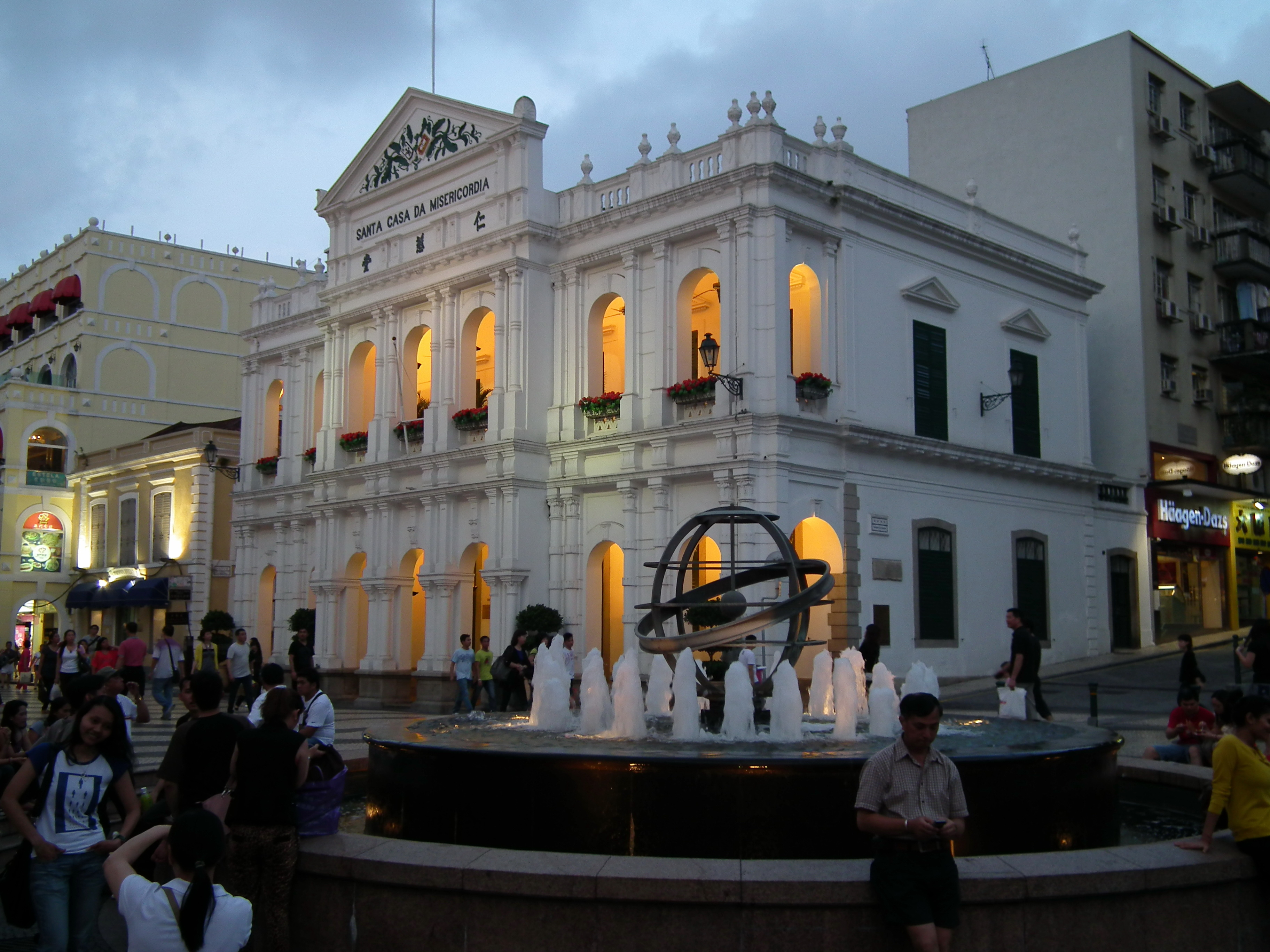
بيت المعونة الصالحة
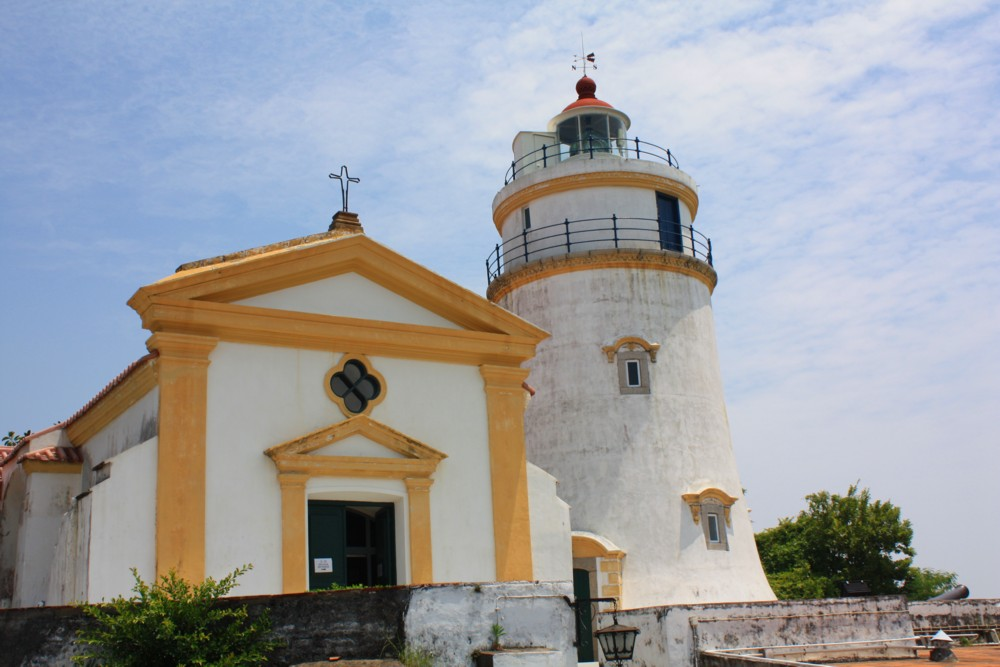
كابيلا دي نوسا سينهورا دا جويا
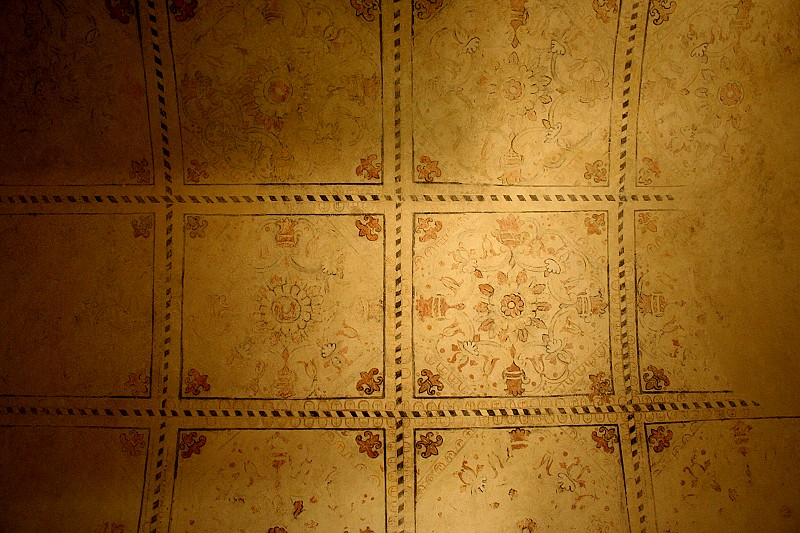
داخل كابيلا دي نوسا سينهورا دا جويا
حرم جامعة القديس يوسف الكاثوليكية في ماكاو
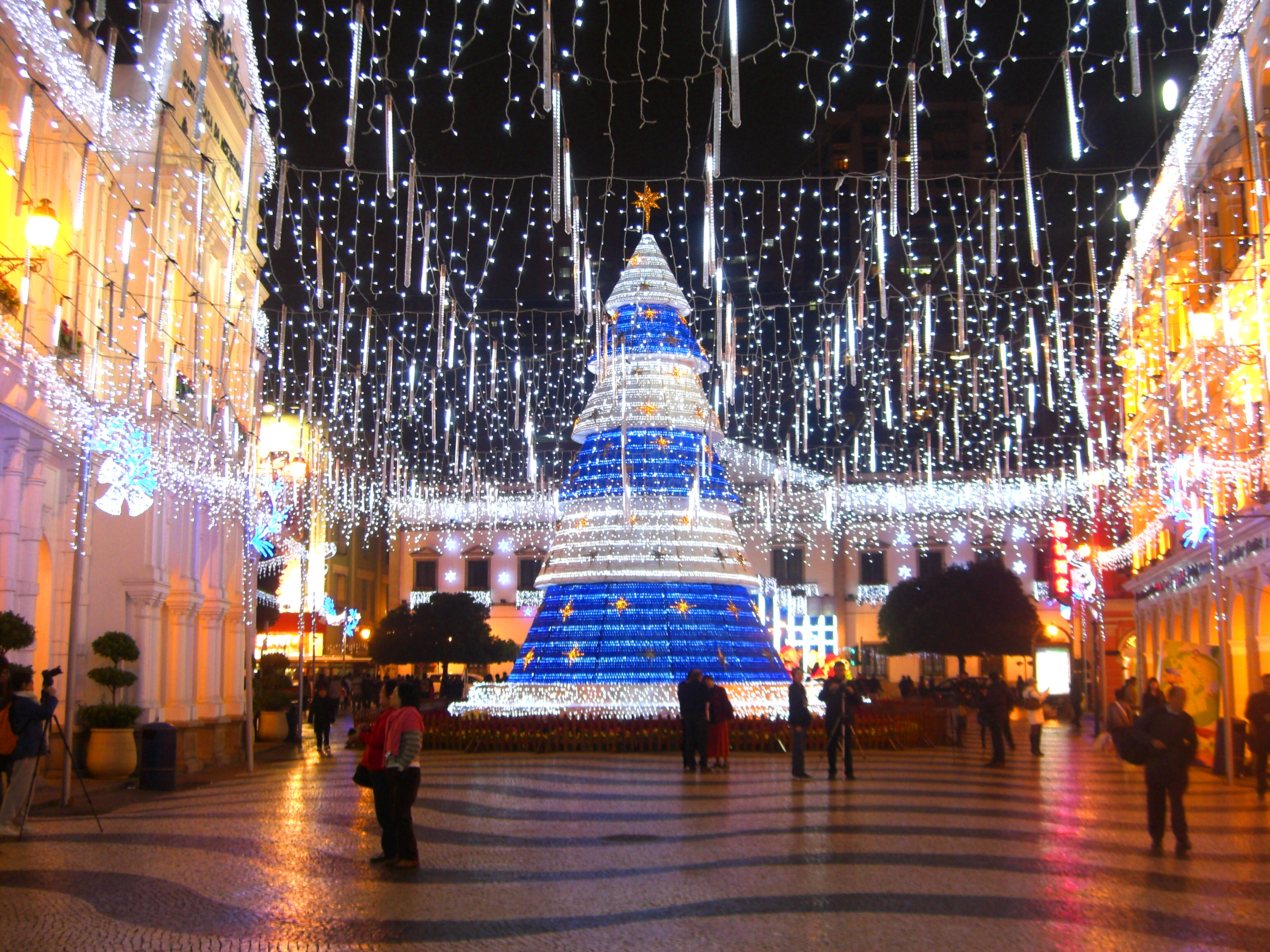
جانب من احتفالات عيد الميلاد في ماكاو
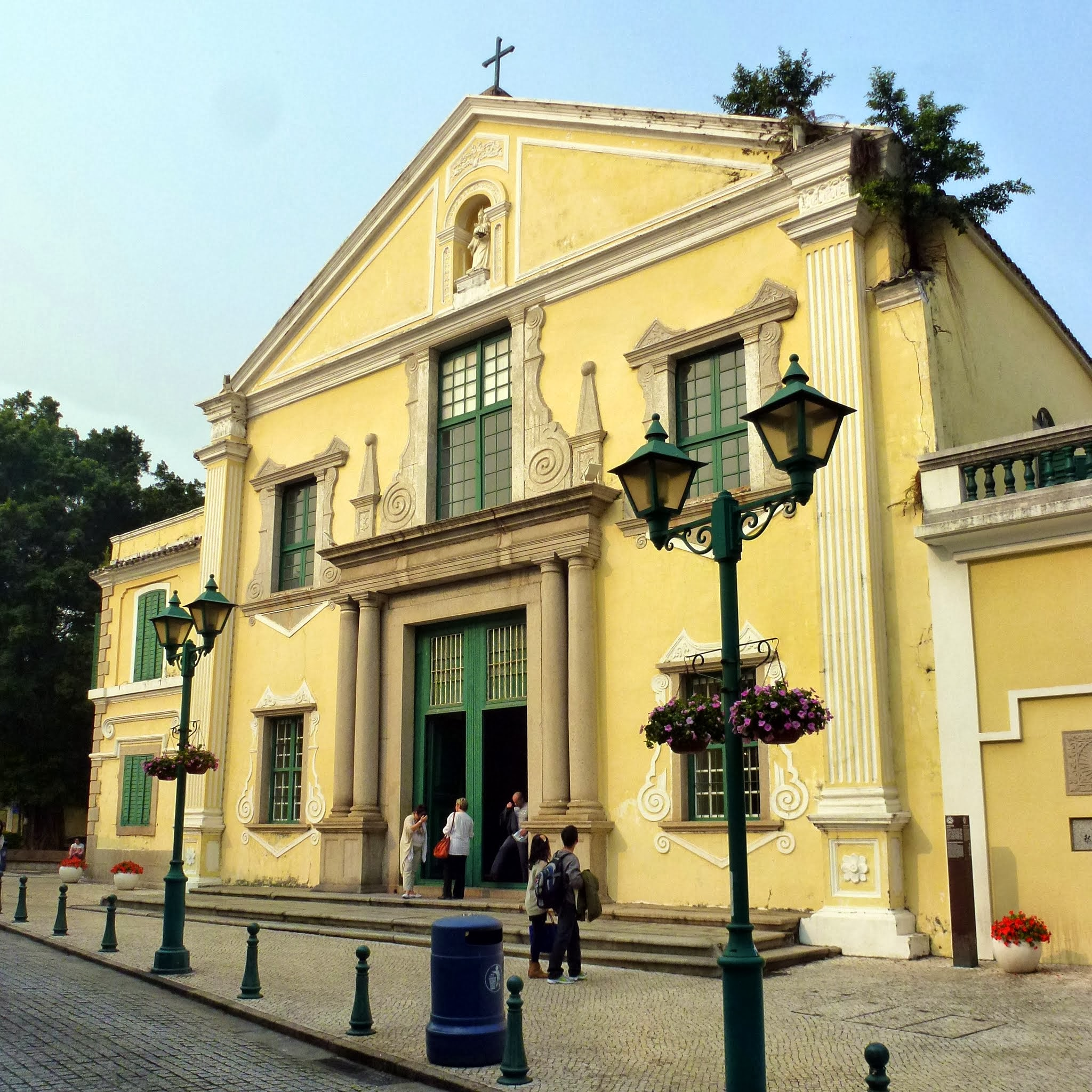
كنيسة القديس أوغسطين
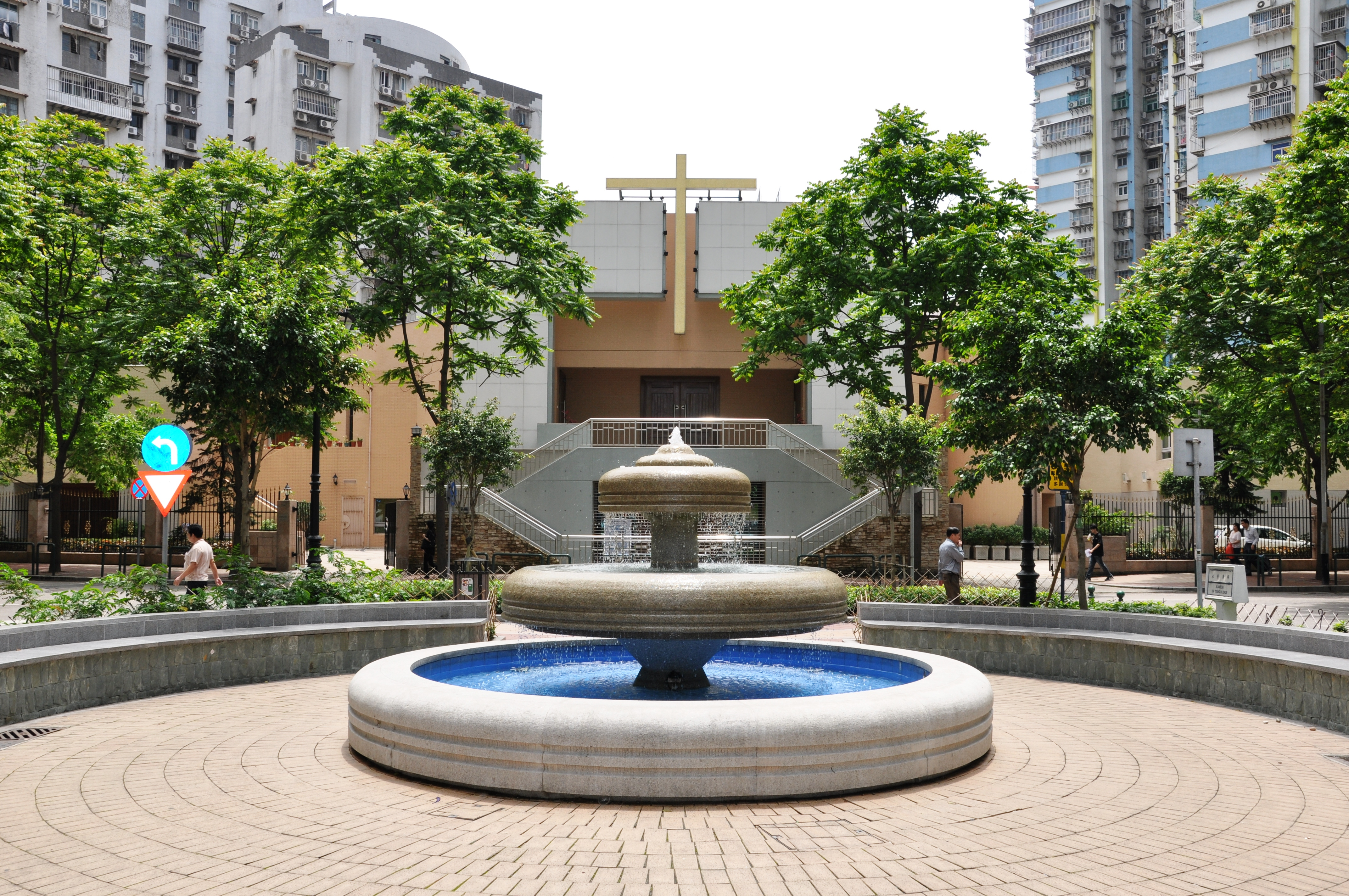
كنيسة القديس يوسف
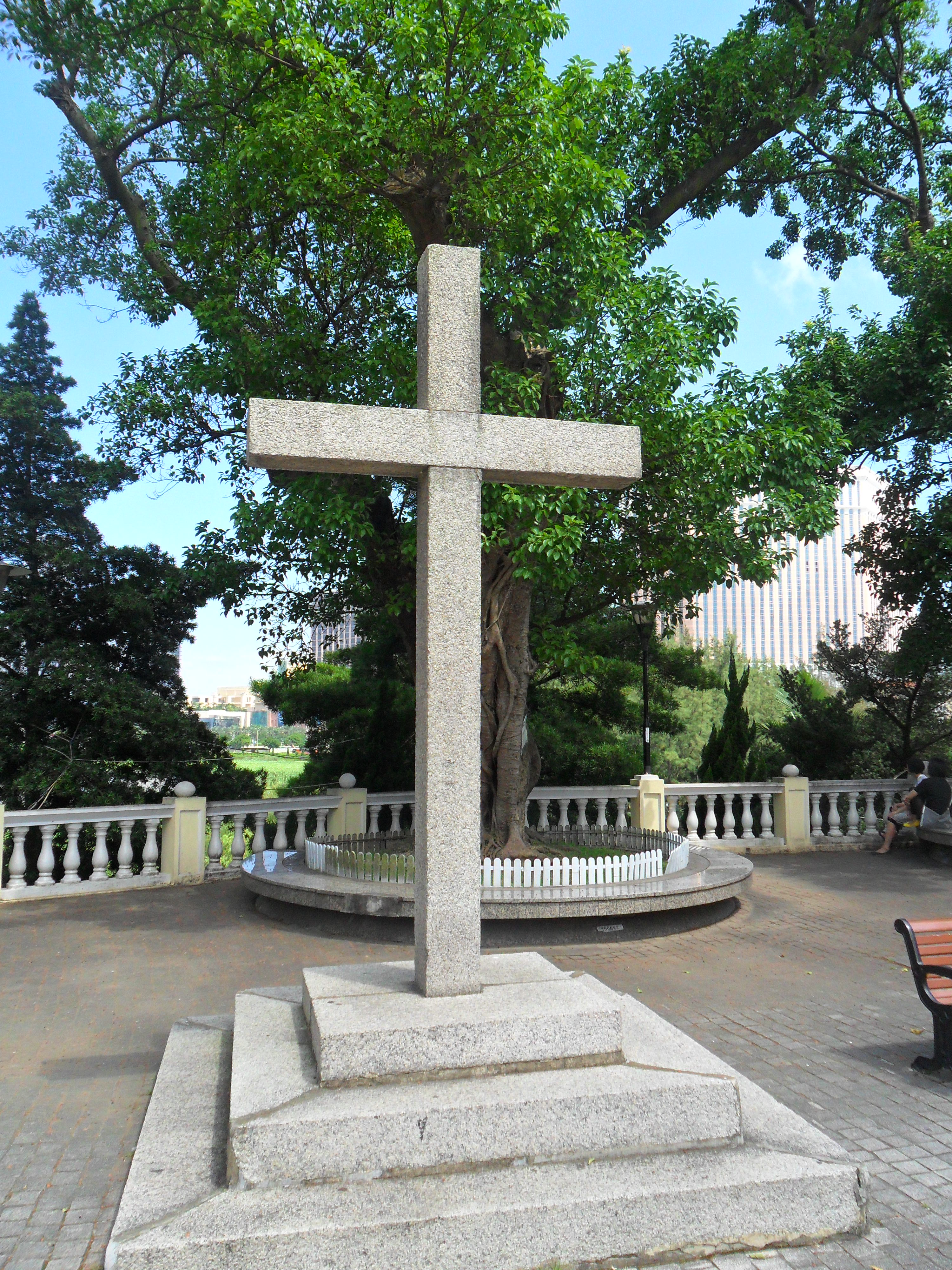
صليب في مركز المدينة التاريخي
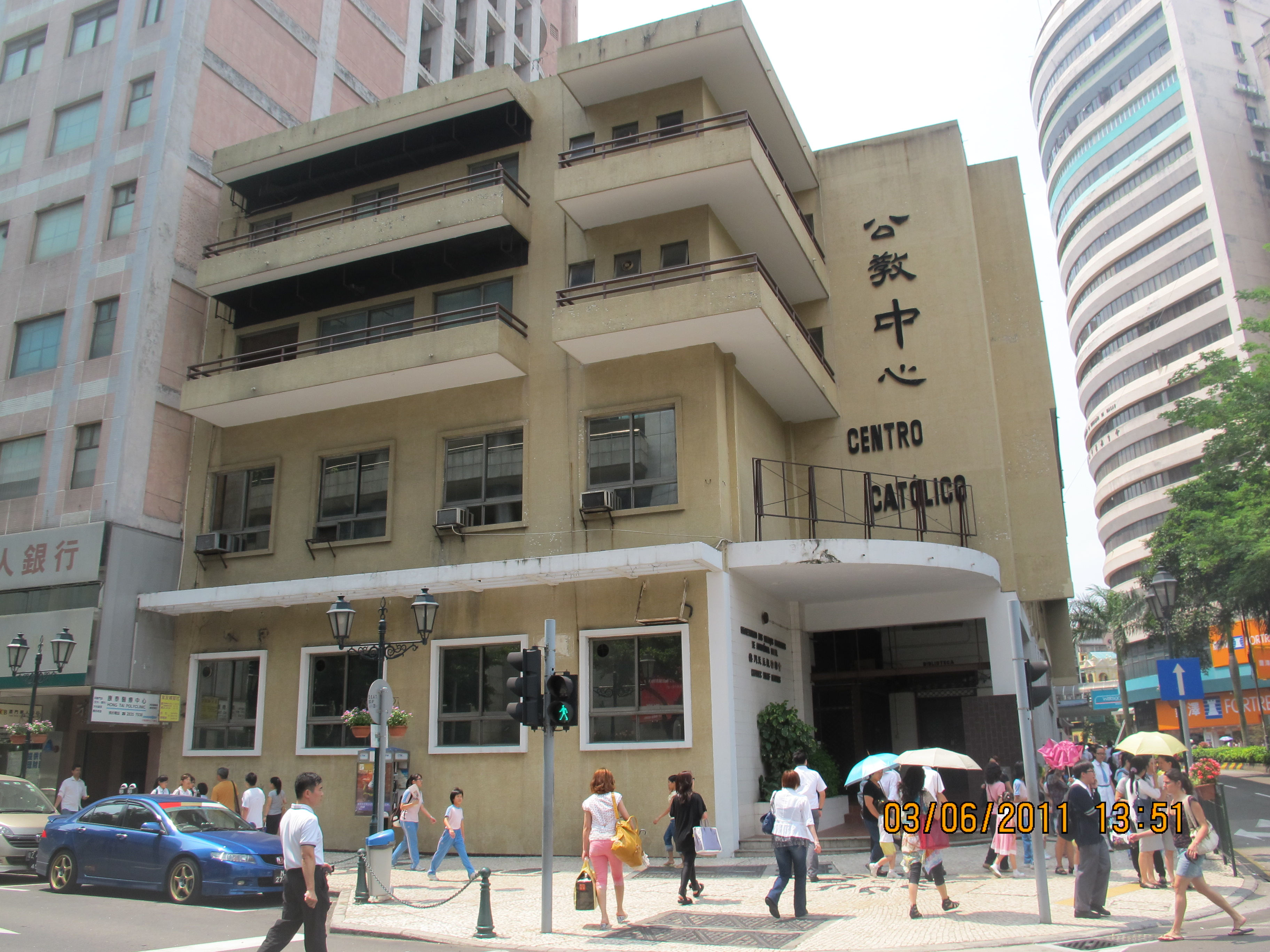
المركز الكاثوليكي
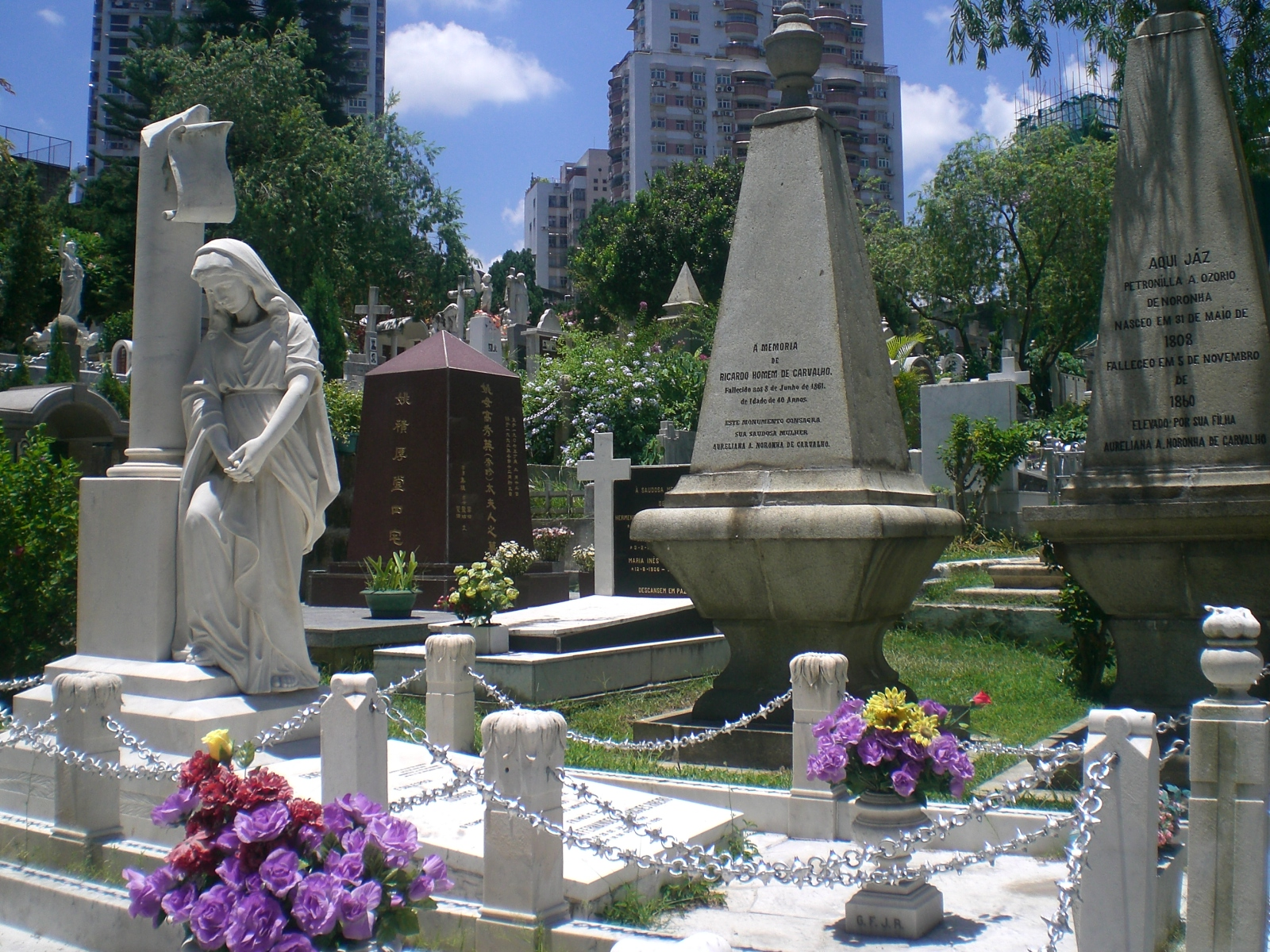
مقبرة سان ميغيل الكاثوليكيَّة